# Märaskrinet
Märaskrinet, finska: Tammaluoto, är en ö i Finland. Den ligger i Finska viken och i kommunen Helsingfors i landskapet Nyland, i den södra delen av landet. Ön ligger omkring 13 kilometer öster om Helsingfors.
Öns area är 3 hektar och dess största längd är 270 meter i nord-sydlig riktning.